# Cochemiea thornberi
Cochemiea thornberi es una especie de planta suculenta perteneciente al género Cochemiea, dentro de la familia Cactaceae. Se distribuye desde el sur de Arizona hasta el noreste de México (concretamente en el estado de Sonora) y anteriormente se le conocía como Mammillaria thornberi.

## Descripción

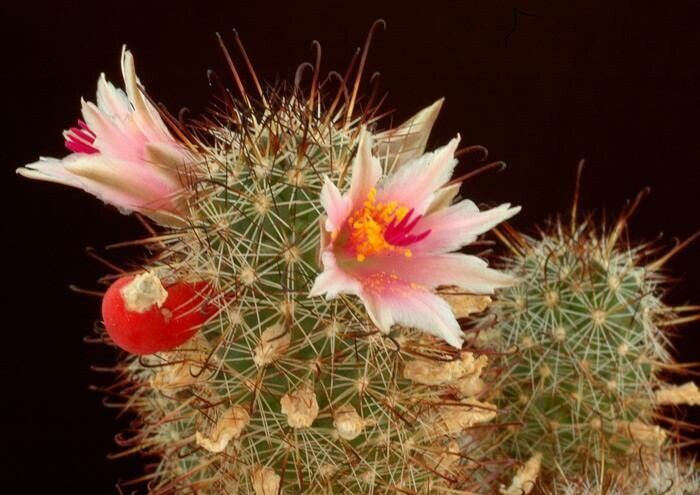
Flor y fruto

Cochemiea thornberi es una especie de cactus pequeño que se ramifica desde la base, formando densos cojines y donde las articulaciones laterales se desprenden fácilmente del cuerpo. Los tallos son delgados y cilíndricos, de color verde púrpura opacos o violáceos, de 4,5 a 10 cm de alto y de 2 a 3,5 cm de diámetro.
Los tallos están cubiertos de tubérculos flácidos de forma cónica a cilíndrica y se disponen en espiral. No producen savia lechosa (látex) y sus axilas (espacio que hay entre los tubérculos) parecen desnudas o ligeramente lanosas. Las areolas presentan normalmente una única espina central rígida de color marrón claro a marrón rojizo oscuro, en forma de anzuelo y de entre 0,9 y 1,8 cm de largo. También tienen de 15 a 20 espinas radiales de color blanco o amarillento con la punta oscura y miden de 0,5 a 0,9 cm de largo.

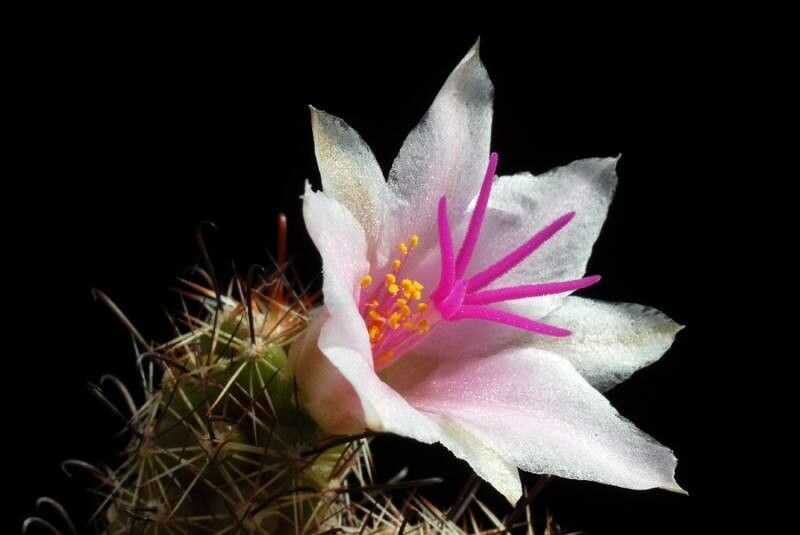
Detalle de la flor

Las flores tienen forma de embudo, son de color rosa claro en el exterior y de rosa lavanda más profundo en el centro. Miden de 1,5 a 3 cm de largo y entre 1,5 y 2 cm de diámetro. Los frutos sobresalen del tallo, son gruesos y de color rojo. Contienen en su interior semillas negras.

## Distribución y hábitat
El área de distribución nativa de esta especie va desde el sur de Arizona hasta el noreste de México (concretamente en el estado de Sonora) y crece principalmente en biomas desérticos o de matorrales secos, en fondos de valles con suelos limosos o arenosos, entre los 10 y 600 metros de altitud.

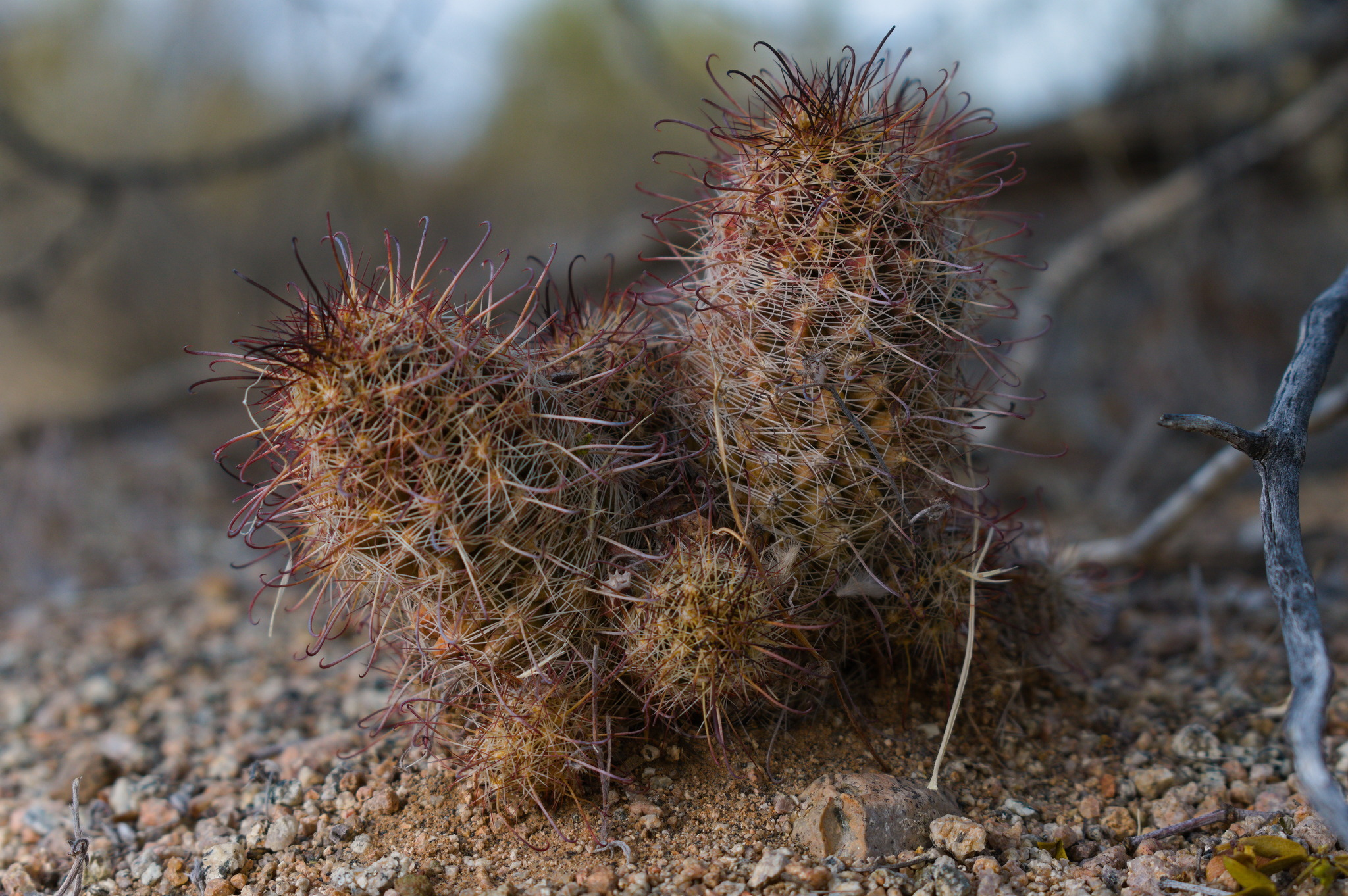
En su hábitat

Crecerá solo donde esté a la sombra del sol pleno. Esto puede ser debajo de arbustos y con frecuencia en la base de Opuntias, donde las semillas que germinan encuentran protección adicional proporcionada por las numerosas articulaciones de opuntia caídas.

## Taxonomía
La primera descripción de esta especie fue como Mammillaria thornberi, publicada en 1903 por el botánico estadounidense Charles Russell Orcutt en Seed Pl. Co. Cat. Cact.: 21.
Posteriormente, los botánicos Peter B. Breslin y Lucas C. Majure colocaron la especie en el género Cochemiea, pasando a llamarse Cochemiea thornberi y anotando estos cambios en la revista científica Taxon 70: 320 en el año 2021.
Etimología
- Cochemiea: nombre genérico que hace referencia a la tribu indígena Cochimí, que en el pasado ocupó un gran territorio de Baja California y cuya área es parte del área de distribución natural de este género.
- thornberi: epíteto específico otorgado en honor al botánico estadounidense John James Thornber (1872–1962).[6]

### Subespecies
Actualmente se distinguen dos subespecies:
| Imagen | Subespecie                                                            | Descripción                                                                                              | Distribución                                               |
| ------ | --------------------------------------------------------------------- | --- | ---------------------------------------------------------- |
|        | Cochemiea thornberi subsp. thornberi                                  | Tiene tallos más gruesos, de 2,5 cm de ancho y con 15-20 espinas radiales.                               | Desde el sur de Arizona hasta México (noroeste de Sonora). |
|        | Cochemiea thornberi subsp. yaquensis (R.T.Craig) P.B.Breslin & Majure | Tiene tallos más frágiles, de 1,5 cm de grosor y con 18-19 espinas radiales diminutas, suaves y peludas. | México (sudoeste y sur de Sonora).                         |

Sinonimia
- Sinónimos de Cochemiea thornberi subsp. thornberi: (no tiene)
- Sinónimos de Cochemiea thornberi subsp. yaquensis:
  - Bartschella yaquensis (R.T.Craig) Doweld (2000)
  - Chilita yaquensis (R.T.Craig) Buxb. (1954)
  - Ebnerella yaquensis (R.T.Craig) Buxb. (1951)
  - Mammillaria thornberi subsp. yaquensis (R.T.Craig) D.R.Hunt (1997)
  - Mammillaria thornberi var. yaquensis (R.T.Craig) Neutel. (1986)
  - Mammillaria yaquensis R.T.Craig (1945)
  - Neomammillaria yaquensis (R.T.Craig) Y.Itô (1981)

## Estado de conservación
En la Lista Roja de Especies Amenazadas de la UICN, la especie está clasificada como de “Preocupación Menor (LC)”.

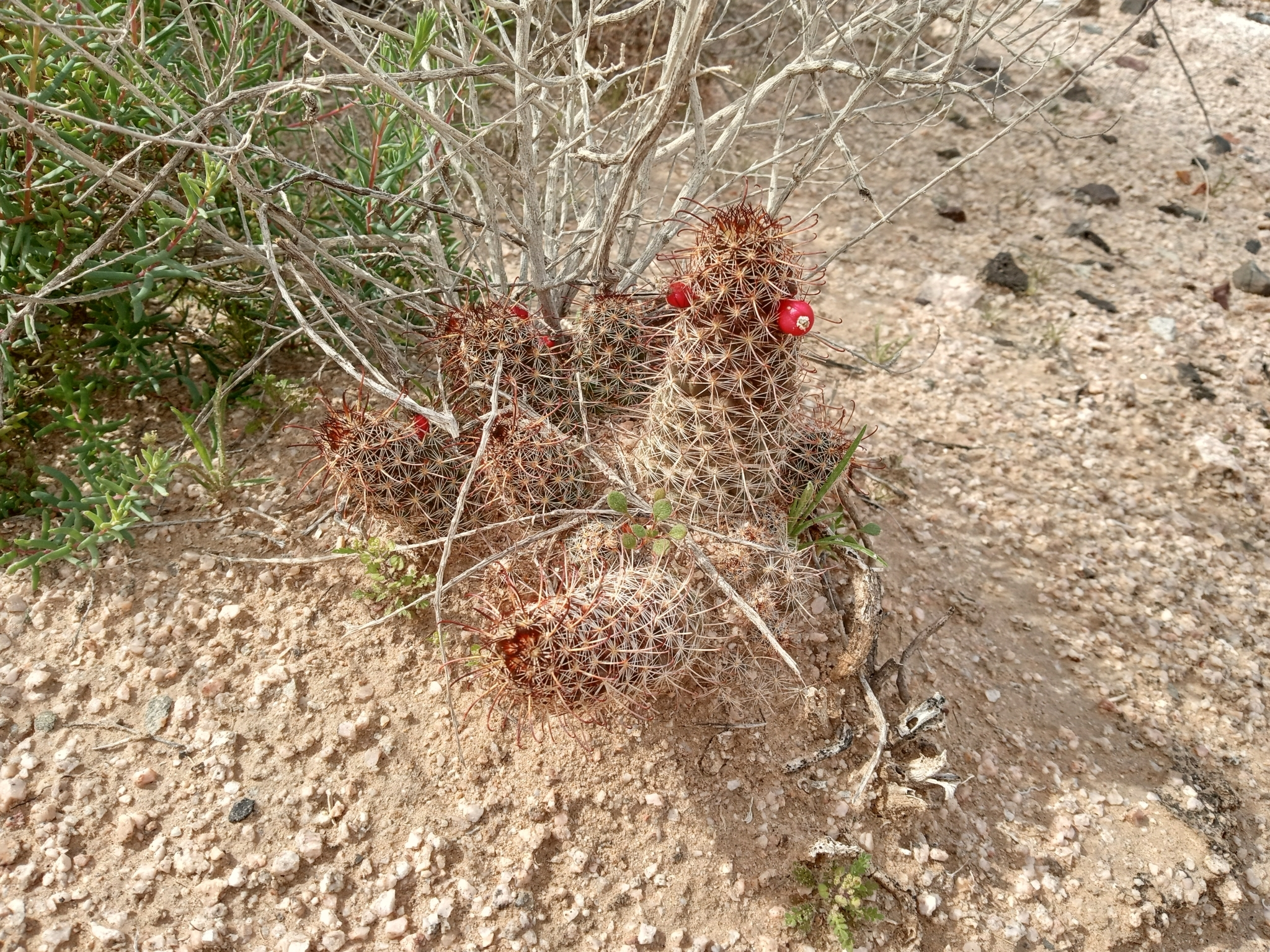
Planta con frutos

Señalar que debido a sus características, esta especie ha sido extraída de su hábitat para ser comercializada de manera ilegal, aunque no se tiene cuantificación del daño que esto ha producido a las poblaciones. Además, es endémica a México y se considera en la categoría de sujeta a protección especial (Pr) de la Norma Oficial Mexicana 059.

## Usos
Se cultiva principalmente como planta ornamental y su propagación se realiza a través de esquejes o semillas.